# Triệu Đông
Triệu Đông (chữ Hán giản thể: 肇东市, âm Hán Việt: Triệu Đông thị) là một thành phố cấp huyện thuộc địa cấp thị Tuy Hóa, tỉnh Hắc Long Giang, Cộng hòa Nhân dân Trung Hoa. Thành phố Triệu Đông có diện tích 4330 km², trong đó diện tích thành thị là 23 km². Triệu Đông có dân số 930.000 người. Mã số bưu chính của thành phố Triệu Đông là 151100. Chính quyền nhân dân thành phố Triệu Đông đóng tại trấn Triệu Đông. Thành phố này được chia thành 4 xã khu biện sự xứ, 11 trấn, 10 hương, 1 biện sự xứ hương trấn. 
- Xã khu: Tây Viên khu biện sự xứ, Triều Dương khu biện sự xứ, Chính Dương khu biện sự xứ, Đông Thăng khu biện sự xứ.
- Trấn: Triệu Đông, Tứ Trạm, Ngũ Trạm, Tống Trạm, Xương Ngũ, Thượng Gia, Lạo Châu, Lý Mộc Điếm, Khương Gia, Ngũ Lý Minh, Lê Minh.
- Hương: Hải Thành, Tuyên Hóa, An Dân, Minh Cữu, Hồng Hà, Dược Tiến, Hướng Dương, Thái Bình, Đức Xương, Tây Bát Lý.
- Biện sự xứ hương trấn Đông Phát.